# トービック
トービック (TOBIK) は、お笑い専門の芸能事務所。本社は東京都新宿区。

## 概要
漫才師や漫談師などのお笑いタレントが所属しているが、寄席に出演するような昔ながらの芸人だけで占められており（その関係で、全員が漫才協会や落語協会などに所属している）、テレビ出演といっても演芸番組（『笑点』『笑いがいちばん』など）が多い。バラエティ番組への露出はあまりないが、ロケット団（2015年にグレープカンパニーへ移籍）などテレビ出演で知名度を上げるコンビも出てきている。

## 所属タレント
- おぼん・こぼん（おぼん、こぼん）
- ホームラン（勘太郎、たにし）
- すず風にゃん子・金魚（すず風にゃん子、すず風金魚）
- Wモアモア （東城しん、東城けん）- 2020年解散[1]。現在はそれぞれピンで活動。